# Hadiya (namn)
Hadiya är ett arabiskt flicknamn. Den manliga varianten på arabiska är Hadi, som på persiska är ett flicknamn.